# Agrotis uncta
Agrotis uncta är en fjärilsart som beskrevs av Emilio Berio 1936. Agrotis uncta ingår i släktet Agrotis och familjen nattflyn. Inga underarter finns listade i Catalogue of Life.